# El Bramadero
El Bramadero är en ort i Mexiko.   Den ligger i kommunen Aguascalientes och delstaten Aguascalientes, i den centrala delen av landet, 400 km nordväst om huvudstaden Mexico City. El Bramadero ligger 1 868 meter över havet och antalet invånare är 136.
Terrängen runt El Bramadero är platt österut, men västerut är den kuperad. Runt El Bramadero är det tätbefolkat, med 459 invånare per kvadratkilometer. Närmaste större samhälle är Aguascalientes, 5,6 km öster om El Bramadero. Runt El Bramadero är det i huvudsak tätbebyggt.